# Tính nữ

Venus with a Mirror (khoảng năm 1555), tác phẩm của Titian, vẽ nữ thần Aphrodite như một hiện thân của tính nữ.

Tính nữ là một tập hợp các thuộc tính, hành vi và vai trò thường liên quan đến con gái và phụ nữ. Mặc dù tính nữ được xây dựng dựa trên yếu tố xã hội, có nghiên cứu chỉ ra rằng một số hành vi được coi là nữ tính cũng chịu ảnh hưởng của yếu tố sinh học. Ảnh hưởng của yếu tố sinh học và xã hội đối với tính nữ là vấn đề đang được tranh luận. Điều này làm cho nữ tính khác biệt với định nghĩa về giới tính sinh học nữ, vì cả nam và nữ đều có thể biểu hiện những đặc điểm nữ tính.
Các đặc điểm truyền thống được coi là nữ tính bao gồm sự thanh nhã, dịu dàng, khiêm tốn, đồng cảm và nhạy cảm, tuy nhiên các đặc điểm liên quan đến tính nữ có thể khác nhau tùy thuộc vào từng xã hội hay cá nhân, và cũng bị ảnh hưởng bởi nhiều yếu tố văn hóa và xã hội.

## Tổng quan và lịch sử

Sự ra đời của Thần Vệ Nữ (1486, Uffizi) là một biểu tượng cổ điển của tính nữ, được vẽ bởi Sandro Botticelli.
Thần Vệ Nữ là một nữ thần La Mã gắn liền với tình yêu, sắc đẹp và sinh sản.

Mặc dù các cụm tính nữ và tính nam được sử dụng rộng rãi, có rất ít sự đồng tình về mặt khoa học về bản chất của hai cụm từ này.:5 Giữa những nhà nghiên cứu, khái niệm tính nữ có nhiều ý nghĩa khác nhau.
Tara Williams đã đề xuất rằng những quan niệm hiện đại về tính nữ trong xã hội nói tiếng Anh bắt đầu trong thời kì trung cổ ở Anh và tại thời điểm dịch hạch đang hoành hành vào những năm 1300. Những người phụ nữ thời kì đầu trung cổ chỉ đơn giản được nhắc đến gắn liền với những vai trò truyền thống của họ: người thiếu nữ, người vợ, hoặc người góa phụ.:4 Sau khi đại dịch Cái chết Đen ở Anh xóa sổ gần như một nửa dân số, những vai trò giới truyền thống của người mẹ hay người vợ thay đổi, và mở ra những cơ hội cho phụ nữ trong xã hội. Prudence Allen đã truy lần ra cái cách mà khái niệm "phụ nữ" thay đổi trong thời kì này. Cụm từ femininity (tính nữ) và womanhood (phụ nữ) được xuất hiện lần đầu tiên trong tác phẩm của Chaucer vào khoảng năm 1380.
Vào năm 1949, nhà trí thức người Pháp Simone de Beauvoir đã viết rằng "không đặc tính về sinh học, tâm lý, và kinh tế nào có thể quyết định hình tượng mà người nữ thể hiện trong xã hội" và "một người không sinh ra là phụ nữ, mà họ trở thành một người phụ nữ," một ý tưởng được tiếp thu vào năm 1959 bởi nhà xã hội học người Mỹ-Canada Erving Goffman và vào năm 1990 bởi nhà triết học người Mỹ Judith Butler, người đã đưa ra thuyết rằng giới không cố định hay cố hữu mà là một tập hợp các hành vi và đặc tính được xã hội định nghĩa, mà qua thời gian được gán nhãn nữ tính hay nam tính. Goffman lập luận rằng phụ nữ bị xã hội áp đặt phải thể hiện bản thân là "đài các , trang nhã và mong manh, không được học về và không phù hợp với tất cả những gì cần đến sức mạnh cơ bắp" và cho thấy "sự nhút nhát, dè dặt và hiện diện của sự yếu đuối, nỗi sợ và sự kém cỏi."
Lewis Terman và Catherine Cox Miles đã tiên phong trong các nỗ lực mang tính khoa học nhằm đo lường tính nữ và tính nam trong những năm 1930. Thang đo M-F của họ đã được tiếp thu bởi những nhà nghiên cứu và nhà tâm lý học khác. Những mô hình này cho rằng tính nữ và tính nam là những phẩm chất bẩm sinh và lâu dài, không dễ dàng để đo lường, đối nghịch với nhau, và sự mất cân đối giữa chúng dẫn đến những rối loạn tâm thần.
Cùng với phong trào phụ nữ trong những năm 1970, các nhà nghiên cứu bắt đầu tách ra khỏi mô hình M-F, và hình thành sự quan tâm đến khái niệm lưỡng tính. Hai bài kiểm tra tính cách được biết đến rộng rãi, Bảng Tóm tắt Vai trò Giới tính của Bem (Bem Sex-Role Inventory) và Bộ câu hỏi Thuộc tính Cá nhân (Personal Attributes Questionnaire), được phát triển để đo lường tính nữ và tính nam trên những thang đo tách biệt. Sử dụng những bài kiểm tra như vậy, các nhà nghiên cứu đã tìm ra rằng hai khía cạnh thay đổi độc lập với nhau, gây ra sự nghi ngờ về quan điểm trước đây rằng tính nữ và tính nam là những phẩm chất đối lập.
Những người theo làn sóng nữ quyền thứ hai, nhờ ảnh hưởng của de Beauvoir, tin rằng mặc dù sự khác biệt sinh học giữa nữ giới và nam giới là bẩm sinh, khái niệm về tính nữ và tính nam được nhào nặn bởi văn hóa, với những đặc điểm như sự thụ động và nhẹ nhàng được áp đặt lên phụ nữ, và tính nóng nảy cũng như thông minh được áp đặt lên đàn ông. Theo lời những người theo làn sóng nữ quyền thứ hai, trẻ em gái bị xã hội uốn nắn cho phù hợp với những giá trị và hành vi nữ tính với đồ chơi, trò chơi, truyền hình và trường học. Trong cuốn sách mang ý nghĩa quan trọng năm 1963, The Feminine Mystique (tạm dịch: Sự Thần bí Nữ tính), nhà nữ quyền người Mỹ Betty Friedan đã viết rằng chìa khóa cho việc khuất phục phụ nữ nằm ở cấu trúc xã hội coi tính nữ là ngây thơ, thụ động và phụ thuộc, và kêu gọi cho một "sự tái định hình quyết liệt trong hình ảnh văn hóa của tính nữ."

## Hành vi và Tính cách
Những đặc điểm như săn sóc, nhạy cảm, ngọt ngào, thường động viên, nhẹ nhàng, ấm áp, thụ động, hợp tác, thường bộc lộ cảm xúc, thùy mị, nhún nhường, cảm thông, tình cảm, dịu dàng và dễ xúc động, tốt bụng, giúp ích, tận tụy và thấu hiểu được coi là nữ tính theo khuôn mẫu. Những đặc điểm xác định của tính nữ khác nhau giữa và ngay cả trong các xã hội.

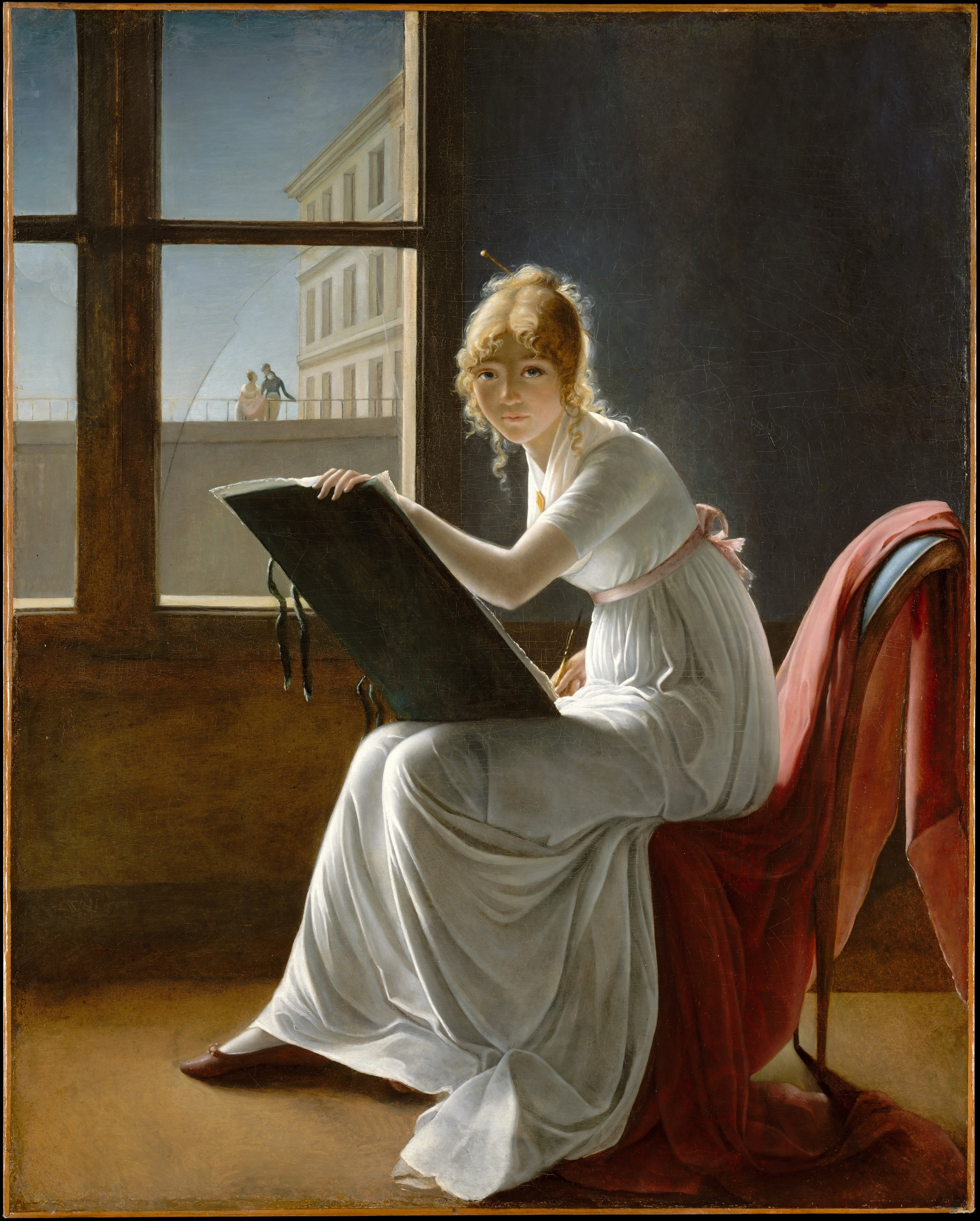
Young Woman Drawing (1801, Metropolitan Museum of Art) vẽ bởi Marie-Denise Villers (có thể là chân dung tự họa) miêu tả tinh thần độc lập ở nữ giới.

Mối liên hệ giữa xã hội hóa nữ tính và các mối quan hệ dị tính đã được các học giả nghiên cứu, vì tính nữ có liên quan đến sức hấp dẫn tính dục của phụ nữ và thiếu nữ với đàn ông. Tính nữ đôi khi liên kết với vật hóa cơ thể phụ nữ về mặt tình dục. Sự thụ động trong tình dục hay tiếp nhận tình dục đôi khi được coi là nữ tính trong khi tính quyết đoán và ham muốn tình dục đôi khi được coi là nam tính.
Các học giả đã tranh luận về mức độ ảnh hưởng của xã hội hóa so với yếu tố sinh học lên bản dạng giới và hành vi cụ thể của giới.:29 Sự ảnh hưởng xã hội và sinh học được cho là tương tác với nhau trong quá trình phát triển.:29:218–225 Những nghiên cứu về sự tiếp xúc tiền sinh sản với androgen đã cung cấp một vài bằng chứng cho thấy tính nữ và tính nam được quyết định một phần bởi sinh học.:8–9:153–154 Những ảnh hưởng khác có thể có về mặt sinh học bao gồm tiến hóa, di truyền, ngoại di truyền và hóc môn (cả trong quá trình phát triển lẫn trưởng thành).:29–31:7–13:153–154
Vào năm 1959, các nhà nghiên cứu như John Money và Anke Erhardt đã đề ra thuyết hóc môn tiền sinh sản. Nghiên cứu của họ lập luận rằng các cơ quan sinh dục đã "tắm" phôi thai bằng các hóc môn trong tử cung, dẫn đến sự hình thành một cá thể có bộ não bam hoặc nữ phân biệt; điều này được một số người gợi ý để "dự đoán sự phát triển hành vi trong tương lai theo hướng nam tính hoặc nữ tính". Tuy nhiên, lý thuyết này đã bị chỉ trích trên cơ sở lý thuyết và thực nghiệm và vẫn còn gây tranh cãi. Năm 2005, nghiên cứu khoa học điều tra sự khác biệt giới tính trong tâm lý học cho thấy rằng kỳ vọng giới và mối đe dọa định kiến ảnh hưởng đến hành vi, và bản dạng giới của một người có thể phát triển sớm nhất là khi trẻ được ba tuổi. Money cũng cho rằng bản dạng giới được hình thành trong ba năm đầu tiên của trẻ.
Những người thể hiện sự kết hợp của cả đặc điểm nam tính và nữ tính được coi là ái nam ái nữ, và các nhà triết học nữ quyền đã lập luận rằng sự mơ hồ về giới tính có thể làm mờ phân loại giới tính. Các khái niệm hiện đại về nữ tính cũng không chỉ dựa trên các cấu tạo xã hội, mà còn dựa trên các lựa chọn cá nhân của phụ nữ.
Mary Vetterling-Braggin lập luận rằng tất cả các đặc điểm liên quan đến nữ tính đều nảy sinh từ những lần quan hệ tình dục ban đầu của con người, chủ yếu là do nam và nữ không muốn, vì sự khác biệt về giải phẫu của nam và nữ. Những người khác, chẳng hạn như Carole Pateman, Ria Kloppenborg và Wouter J. Hanegraaff cho rằng định nghĩa về nữ tính là kết quả của việc phụ nữ phải cư xử như thế nào để duy trì một hệ thống xã hội phụ hệ.
Trong cuốn sách năm 1998 của mình về Nam tính và Nữ tính: Chiều hướng cấm kỵ của các nền văn hóa quốc gia, nhà tâm lý học và nhà nghiên cứu người Hà Lan Geert Hofstede đã viết rằng chỉ những hành vi liên quan trực tiếp đến việc sinh sản mới có thể được mô tả là nữ tính hoặc nam tính, nhưng mọi xã hội trên toàn thế giới đều thừa nhận nhiều hành vi bổ sung phù hợp với nữ hơn nam và ngược lại. Ông mô tả đây là những lựa chọn tương đối tùy tiện qua các chuẩn mực và truyền thống văn hóa, xác định "nam tính so với nữ tính" là một trong năm kích thước cơ bản trong lý thuyết về các chiều kích văn hóa của ông. Hofstede mô tả các hành vi nữ tính như "phục vụ", "dễ dãi" và "nhân từ", đồng thời mô tả là nữ tính ở những quốc gia nhấn mạnh đến bình đẳng, đoàn kết, chất lượng cuộc sống và giải quyết xung đột bằng thỏa hiệp và thương lượng.
Trong trường phái tâm lý học phân tích của Carl Jung, anima và animus là hai nguyên mẫu nhân hình chính của tâm trí vô thức. Các anima và animus được Jung mô tả là các yếu tố trong lý thuyết của ông về vô thức tập thể, một lĩnh vực của vô thức vượt qua tâm lý cá nhân. Trong vô thức của nam giới, nó tìm thấy biểu hiện như một tính cách bên trong nữ tính: anima; tương đương, trong vô thức của phụ nữ, nó được thể hiện như một nhân cách nam tính bên trong: animus.

## Trang phục và ngoại hình
Trong các nền văn hóa phương Tây, người có ngoại hình nữ tính lý tưởng theo tiêu chuẩn truyền thống thường có mái tóc dài bồng bềnh, làn da trắng mịn, vòng eo nhỏ, và ít hoặc không có lông cơ thể và lông mặt. Tuy nhiên, các kỳ vọng về ngoại hình nữ tính lại thay đổi tùy thuộc vào nền văn hóa. Ví dụ, ở nhiều nơi trên thế giới, việc có lông dưới cánh tay không bị coi là thiếu nữ tính. Ngày nay, màu hồng có liên quan mật thiết tới sự nữ tính, trong khi vào đầu những năm 1900, màu hồng được cho là màu dành cho các bé trai và màu xanh lam là màu dành cho các các bé gái.
Những lý tưởng về vẻ đẹp nữ tính này đã bị chỉ trích là gò bó, không lành mạnh và thậm chí là có tính phân biệt chủng tộc. Đặc biệt, sự phổ biến của chứng biếng ăn và các chứng rối loạn ăn uống khác ở các nước phương Tây thường được cho là hậu quả của quan niệm hiện đại về cái đẹp cho rằng phụ nữ phải gầy.

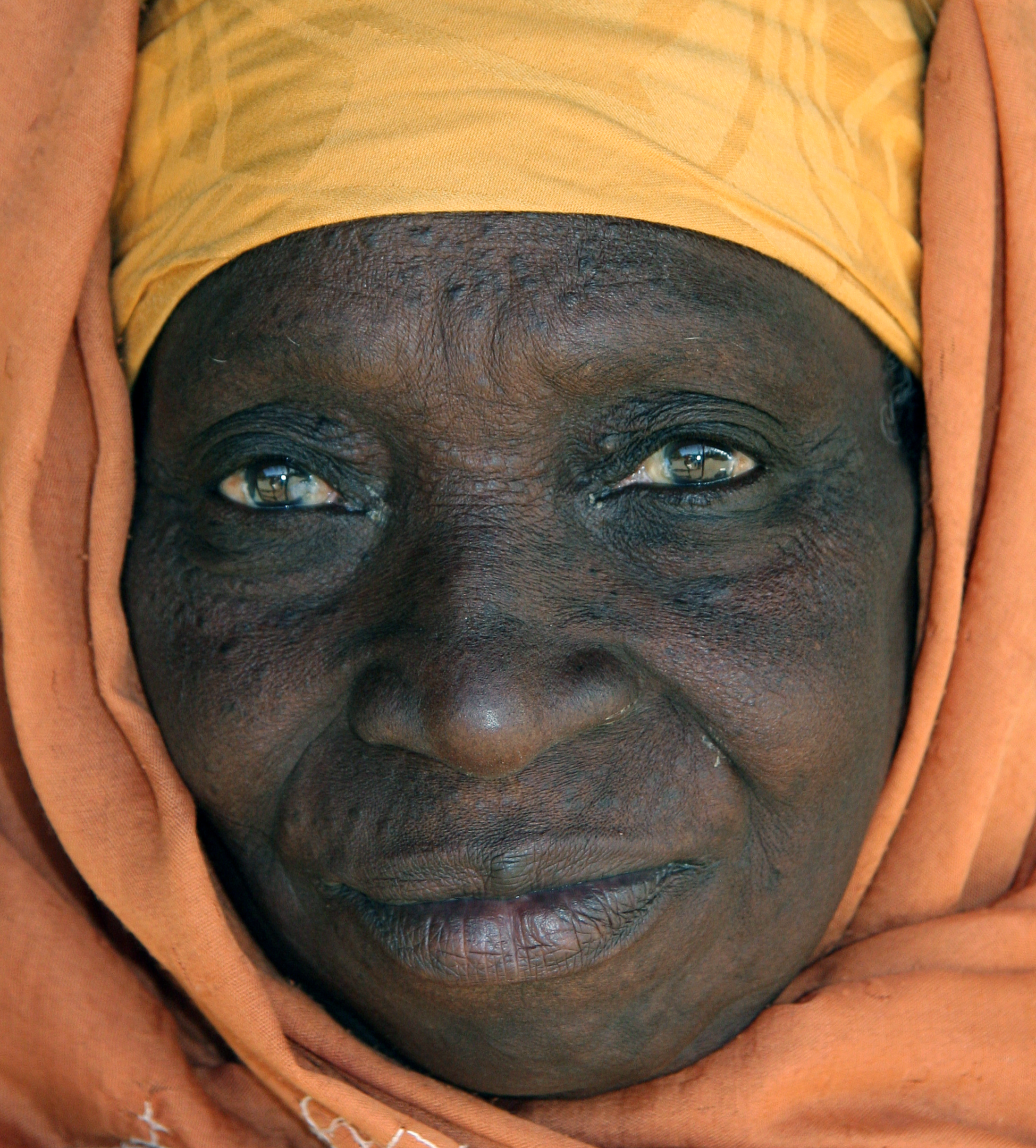
Phụ nữ Hồi Giáo đội khăn trùm đầu (Hijab)

Ở nhiều nước Hồi giáo, phụ nữ được yêu cầu trùm khăn trùm đầu (hijab). Nó được coi là biểu tượng của sự khiêm tốn và đức hạnh ở nữ giới. Tuy nhiên, một số người xem tập tục này như một biểu tượng của sự áp bức và vật hóa cơ thể phụ nữ.

### Trong Lịch Sử

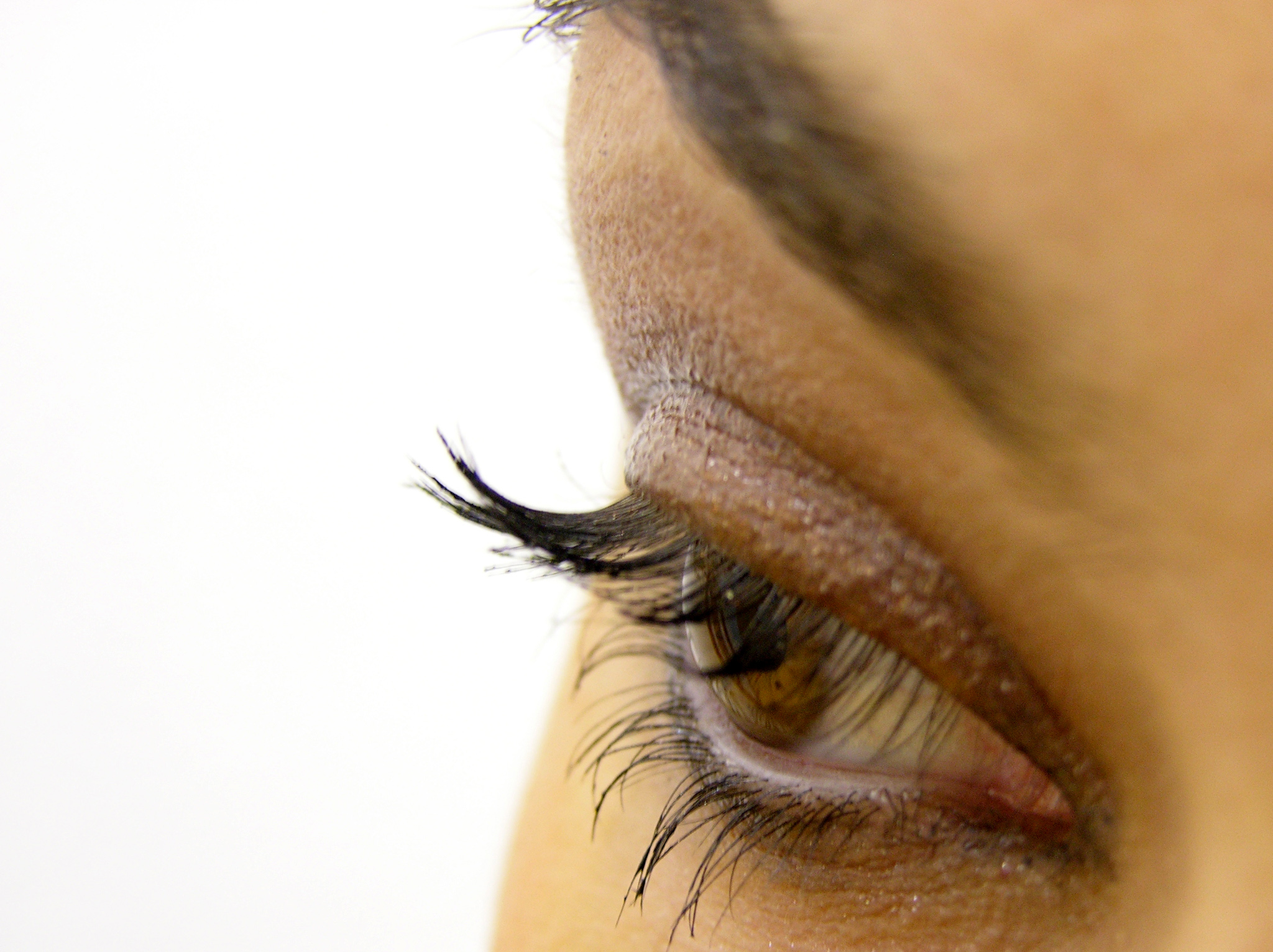
Ở một số nền văn hóa, mỹ phẩm gắn liền với tính nữ

Các nền văn hóa khác nhau có những tiêu chuẩn khác nhau về những gì được coi là nữ tính. Ví dụ, ở Pháp thế kỷ 16, giày cao gót được coi là một loại giày nam tính đặc trưng, tuy nhiên, hiện nay chúng lại được coi là nữ tính.
Ở Ai Cập cổ đại, váy chui dáng dài và váy lưới đính cườm được coi là trang phục của phụ nữ, trong khi váy quấn, nước hoa, mỹ phẩm và đồ trang sức cầu kỳ được mặc bởi cả nam và nữ. Ở Ba Tư cổ đại, quần áo nói chung không phân chia theo giới tính, tuy nhiên phụ nữ có đeo mạng che mặt và khăn trùm đầu. Phụ nữ ở Hy Lạp cổ đại mặc áo choàng kiểu cổ; và ở La Mã cổ đại, phụ nữ mặc palla (một dạng áo choàng hình chữ nhật được cố định bởi ghim cài), và maphorion (một dạng khăn trùm che đầu và cổ).
Trang phục nữ tính điển hình của phụ nữ quý tộc thời Phục hưng là một chiếc áo lót cùng với váy dài và váy choàng có thắt eo cao, tóc được nhổ bớt đi để lộ trán và búi kiểu tóc tổ ong hoặc khăn xếp.

### Thay đổi hình thể
Thay đổi hình thể là sự thay đổi cơ thể con người có chủ ý vì mục đích thẩm mỹ hoặc phi y tế. Một trong những mục đích này là tạo ra các đặc điểm được coi là nữ tính ở phụ nữ.
Trong nhiều thế kỷ ở Đế quốc Trung Hoa, bàn chân nhỏ được coi là một đặc điểm của tầng lớp quý tộc ở phụ nữ. Phong tục bó chân được thực hiện nhằm mục đích làm nổi bật đặc điểm này, mặc dù nó khiến việc đi lại khó khăn và gây đau đớn.
Ở một số vùng ở châu Phi và châu Á, người ta đeo vòng cổ để làm dài cổ. Trong những nền văn hóa này, một chiếc cổ dài đặc trưng cho vẻ đẹp nữ tính. Ví dụ, phụ nữ người Padaung ở Miến Điện và người Tutsi ở Burundi thực hành hình thức thay đổi hình thể này.

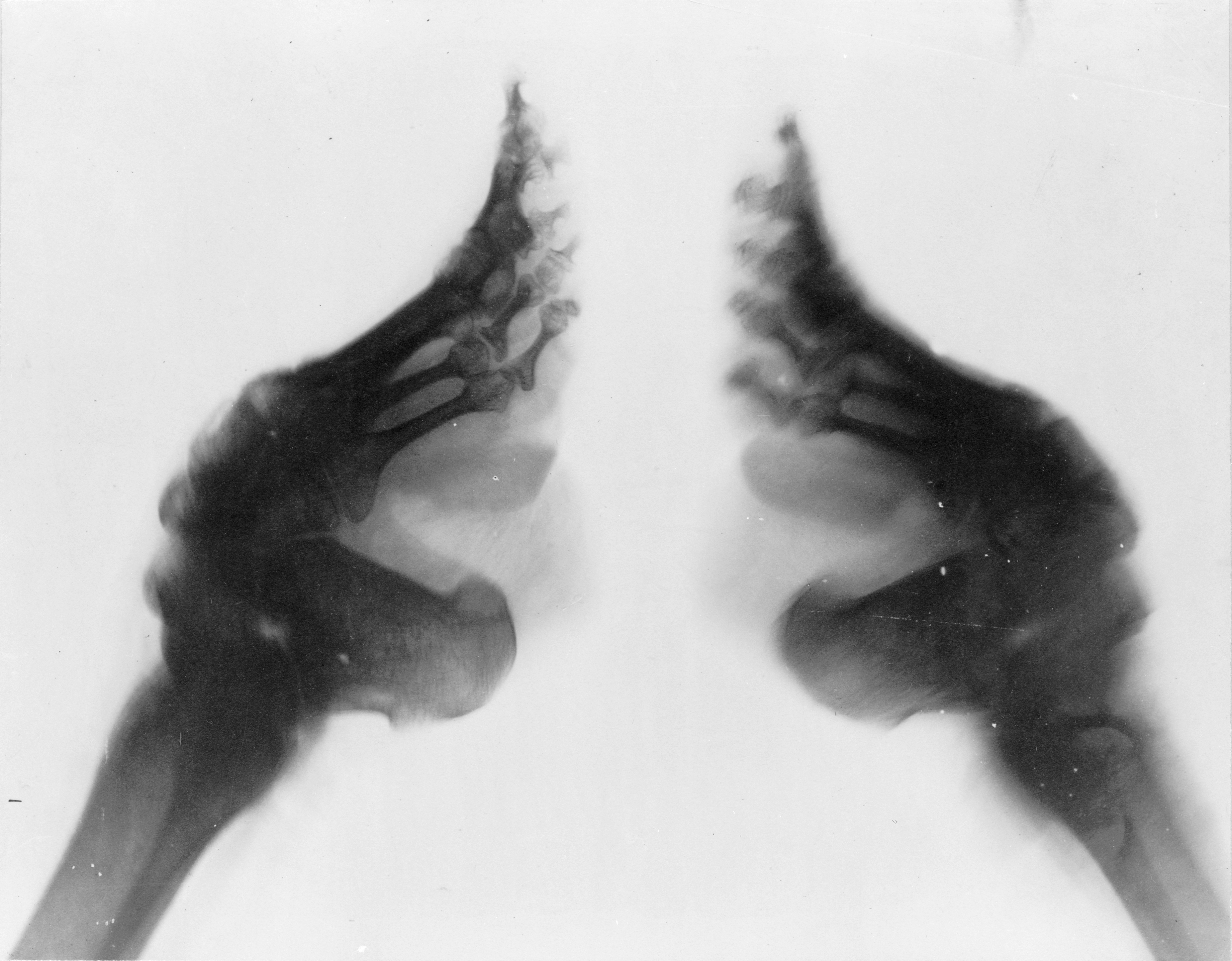
Ở Trung Quốc cho đến thế kỷ 20, phụ nữ có đôi bàn chân nhỏ xíu bị bó buộc được coi là quý tộc và nữ tính
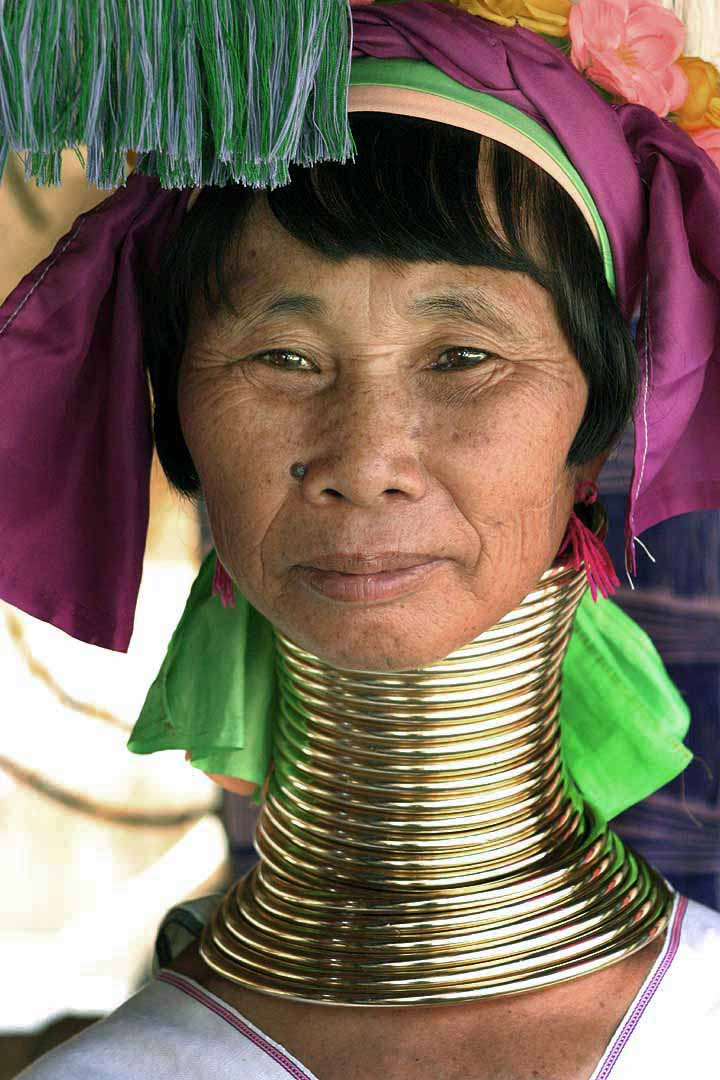
Người Kayan ở Miến Điện (Myanmar) liên tưởng việc đeo vòng cổ với vẻ đẹp nữ tính.

## Vai trò giới truyền thống

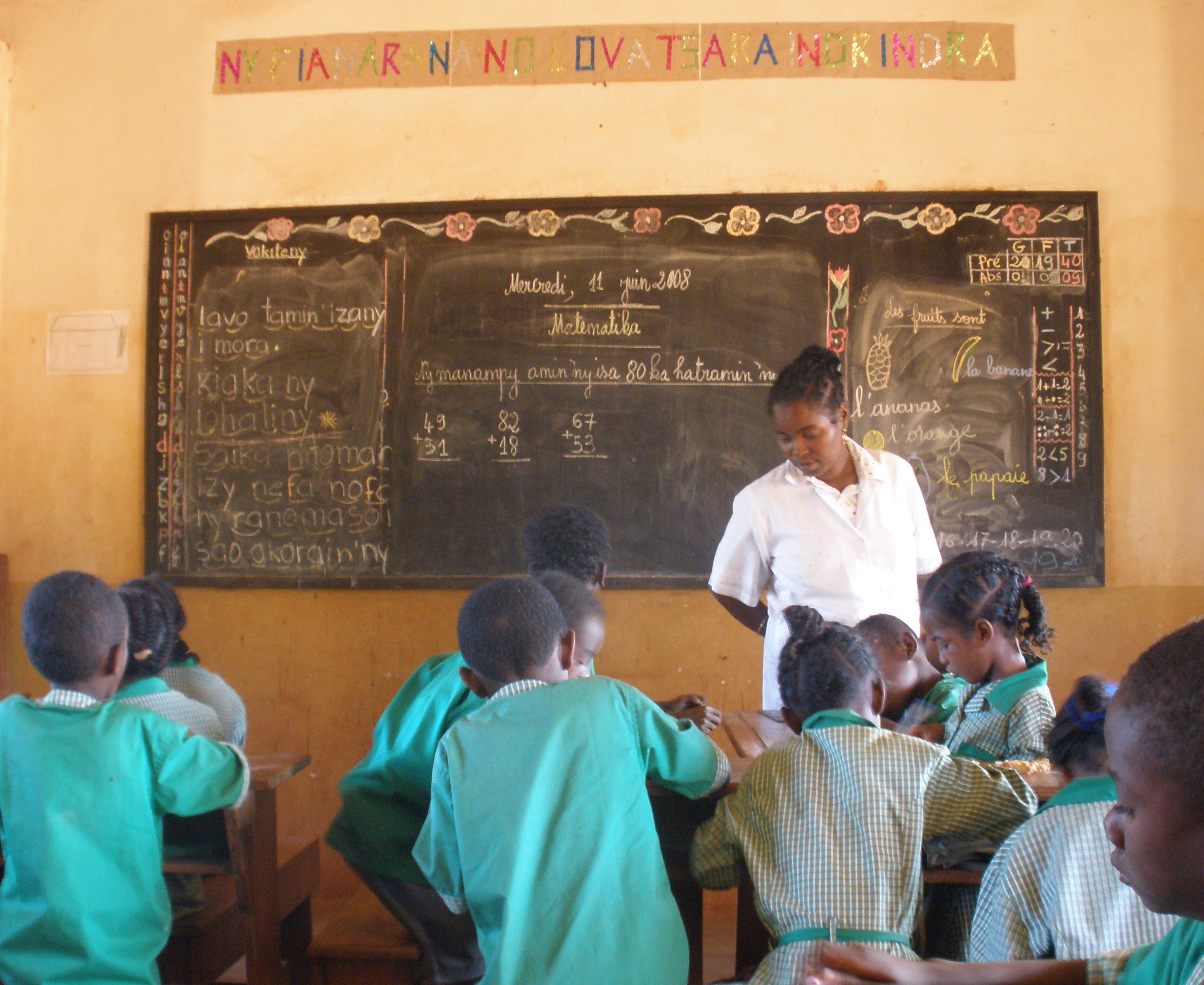
Giáo viên trong một lớp học ở Madagascar (năm 2008). Dạy học ở cấp tiểu học và trung học thường được coi là một nghề của nữ giới.

Tính nữ, với tư cách là một cấu trúc xã hội, dựa trên một hệ nhị nguyên giới coi nam giới và tính nam là khác biệt và đối lập với phụ nữ và tính nữ. Trong các xã hội phụ hệ, bao gồm cả các xã hội phương Tây, thái độ chung đối với tính nữ góp phần thúc đẩy tính phụ thuộc của phụ nữ, vì họ được coi là hay tuân thủ hơn, dễ bị tổn thương và ít có xu hướng hành xử bạo lực hơn.
Định kiến giới ảnh hưởng đến các nghề truyền thống dành cho nữ giới, dẫn đến công kích ngầm đối với những phụ nữ phá vỡ vai trò giới truyền thống. Những định kiến này bao gồm việc phụ nữ có bản tính quan tâm chăm sóc, có kỹ năng nội trợ, khéo léo hơn nam giới, trung thực hơn nam giới và có ngoại hình hấp dẫn hơn. Các vai trò nghề nghiệp gắn liền với những định kiến này bao gồm: nữ hộ sinh, giáo viên, kế toán, nhân viên nhập liệu, thu ngân, nhân viên bán hàng, lễ tân, quản gia, đầu bếp, người giúp việc, nhân viên công tác xã hội và y tá. Sự phân biệt nghề nghiệp duy trì sự bất bình đẳng giới và chênh lệch lương theo giới. Một số chuyên ngành y tế như phẫu thuật và y học cấp cứu chịu ảnh hưởng lớn từ một nền văn hóa nam tính và có mức lương cao hơn.
Cấp bậc lãnh đạo gắn liền với tính nam trong văn hóa phương Tây và phụ nữ ít được coi là lãnh đạo tiềm năng hơn. Tuy nhiên, một số người cũng cho rằng phong cách "lãnh đạo nữ tính" (phong cách lãnh đạo gắn liền với công tác hỗ trợ và hợp tác) thường chiếm ưu thế so với phong cách "lãnh đạo nam tính" (gắn liền với việc tập trung giải quyết các nhiệm vụ và kiểm soát quyền lực). Các nhà lãnh đạo nữ thường được truyền thông phương Tây mô tả bằng các đặc điểm gắn liền với tính nữ, chẳng hạn như cảm xúc.

### Lời giải thích cho sự mất cân bằng nghề nghiệp
Đã có lập luận rằng các đặc điểm giới tính chính của nam giới và nữ giới, ví dụ như khả năng sinh con, đã tạo ra một sự phân công lao động theo giới tính trong lịch sử, và các định kiến về giới đã phát triển về mặt văn hóa để duy trì sự phân chia này.
Việc sinh con có xu hướng làm gián đoạn tính liên tục trong quá trình làm việc. Theo thuyết vốn con người, điều này làm giảm thiểu sự đầu tư của phụ nữ vào giáo dục đại học và đào tạo việc làm. Richard Anker của Văn phòng Lao động Quốc tế lập luận rằng lý thuyết vốn con người không giải thích được sự phân công lao động theo giới tính, bởi nhiều nghề nghiệp gắn với vai trò nữ giới, ví dụ như trợ lý hành chính, đòi hỏi nhiều kiến thức, kinh nghiệm, và tính liên tục trong việc làm hơn so với các nghề nghiệp kĩ năng thấp đã được nam tính hóa, chẳng hạn như lái xe tải. Anker lập luận rằng việc nữ tính hóa một số ngành nghề đặt ra giới hạn cho lựa chọn việc làm của phụ nữ.

#### Thuyết tương hợp vai trò
Thuyết tương hợp vai trò đề xuất rằng con người thường có xu hướng nhìn nhận một cách tiêu cực sự tách biệt khỏi những vai trò giới được mong đợi. Nó ủng hộ bằng chứng thực tế rằng phân biệt đối xử về giới tồn tại ở những lĩnh vực thường được gắn liền với một giới này hay giới kia. Đôi khi nó được sử dụng để giải thích lí do con người có khuynh hướng đánh giá một cách ít ưu ái hơn hành vi đáp ứng các tiêu chuẩn của một vai trò lãnh đạo khi chúng được thực hiện bởi một người phụ nữ.

## Tôn giáo và Chính trị

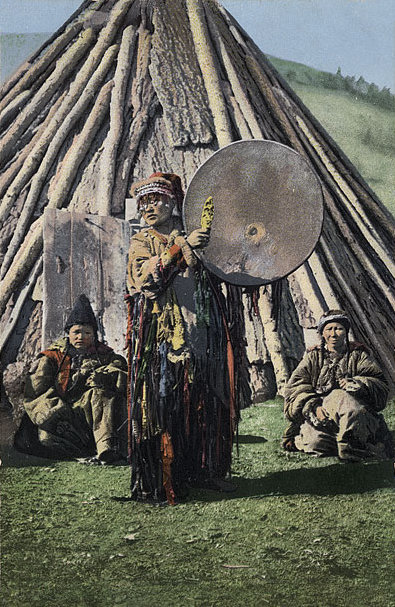
Người Altai coi pháp sư là một vai trò của nữ giới.

### Các tôn giáo Châu Á
Shaman giáo có thể đã khởi nguồn từ thời Đồ Đá Cũ, từ trước tất cả những tôn giáo có tổ chức khác. Các phát hiện khảo cổ đã gợi ý rằng các pháp sư (shaman) được biết đến sớm nhất là nữ giới, và các vai trò pháp sư hiện giờ, chẳng hạn như pháp sư Hàn Quốc (Korean mudang), chủ yếu đều tiếp tục được đảm nhận bởi phụ nữ.
Trong truyền thống Hindu giáo, Devi là khía cạnh nữ giới của thánh thần. Shakti là sức mạnh sáng tạo nữ giới thần thánh, một nguồn năng lượng di chuyển khắp toàn bộ vũ trụ và là tác nhân của sự thay đổi. Bà là bản sao nữ đối chiếu, mà nếu bà không tồn tại thì khía cạnh nam giới, tượng trưng cho ý thức hay sự phân biệt, sẽ trở nên bất lực và trống rỗng. Là một tạo hình nữ của đấng tối cao, bà còn được gọi là Prakriti, bản chất cơ bản của trí thông minh mà dựa vào đó Vũ trụ tồn tại và hoạt động. Trong Hindu giáo, lực lượng sáng tạo chung Yoni mang tính nữ, với nguồn cảm hứng là sức sống của sự sáng tạo.

Âm và Dương

Trong Lão giáo, khái niệm âm đại diện cho nguồn năng lượng chính của nửa nữ trong âm và dương. Phần âm cũng tồn tại với một phần nhỏ hơn trong nửa nam. Âm được đặc trưng bởi tính chậm, nhẹ nhàng, nhún nhường, phân tán, lạnh, ẩm ướt, và thụ động.
Phụ nữ trong Phật giáo được mô tả theo nhiều cách khác nhau tùy theo trường phái Phật giáo khi xét về khả năng đạt được chân lý của Phật (giác ngộ). Ví dụ, kinh điển trong Phật giáo Nguyên thủy đã mô tả "một người phụ nữ bậc thầy về Trí tuệ" là một người phụ nữ đã được giác ngộ. Tuy nhiên, sau này, Phật giáo Nam truyền đã thuyết giảng rằng những người vĩ đại như vậy, bao gồm mười đại đệ tử của Phật, chỉ giới hạn ở nam giới, với phụ nữ là những sinh vật thấp kém, và nhìn chung phủ nhận khả năng giác ngộ của phụ nữ trong kiếp này (nghĩa là phụ nữ nên được đầu thai thành nam giới trong kiếp sau). Sau đó, Đại thừa lại tuyên bố rằng sự giác ngộ của phụ nữ là thành quả của những thực hành trong hiện tại.

### Thần học Do Thái-Kitô giáo

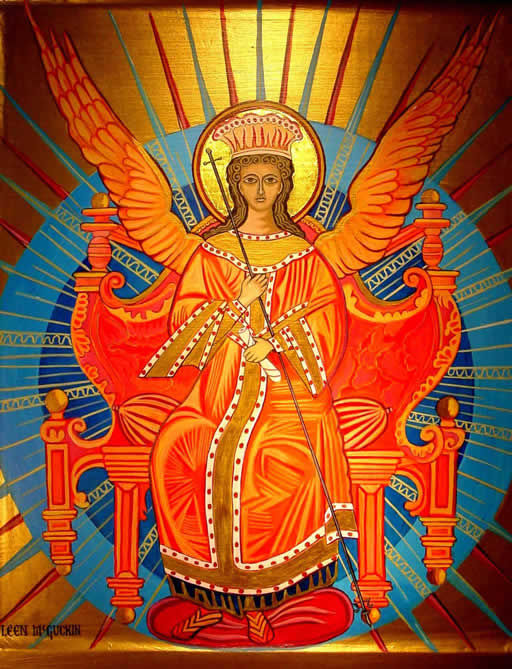
Sự Khôn Ngoan của Thiên Chúa: Hagia Sophia

Mặc dù Thiên Chúa của Do Thái-Kitô giáo thường được mô tả qua những thuật ngữ nam tính—chẳng hạn như cha, đức vua, chiến binh—nhiều nhà thần học cho rằng điều này không phải là nêu ra giới của Thiên Chúa. Theo Sách giáo lý vấn đáp của Giáo hội Công giáo, Thiên Chúa "không phải là đàn ông hay phụ nữ: người là Thiên Chúa." Một số cây viết thời gian gần đây như Sallie McFague đã khám phá quan niệm "Chúa là người mẹ", nghiên cứu những phẩm chất nữ tính được gán cho Thiên Chúa. Ví dụ trong Sách Isaiah, Chúa được so sánh với một người mẹ đang dỗ đứa con của mình, trong khi đó ở cuốn Sách Đệ Nhị Luật, Chúa được cho là đã hạ sinh nước Israel.
Sách Sáng Thế mô tả sự sáng tạo thiêng liêng của thế giới từ hư vô hay là ex nihilo. Trong Văn thơ Khôn Ngoan và trong lời truyền đức khôn ngoan (wisdom tradition), đức khôn ngoan được miêu tả là nữ tính. Trong rất nhiều quyển kinh Cựu Ước, bao gồm sách Khôn Ngoan và sách Huấn Ca, đức khôn ngoan được nhân hóa và có danh xưng là "cô ấy". Theo như David Winston, bởi vì đức khôn ngoan là "tác nhân cuộc sáng tạo" của Chúa, cô ấy phải gắn bó mật thiết với Thiên Chúa.
Đức Khôn Ngoan của Thiên Chúa mang tính nữ trong tiếng Hebrew cổ: Chokhmah, trong tiếng Ả Rập: Hikmah, trong tiếng Hy Lạp: Sophia, và trong tiếng Latin: Sapientia. Trong tiếng Hebrew, cả Shekhinah (Thánh Linh và sự hiện diện của Chúa) và Ruach HaKodesh (linh cảm) đều mang tính nữ.
Trong Kabbalah của người Do Thái, Chokhmah (khôn ngoan và trực giác) là năng lượng trong quá trình sáng tạo mà Chúa sử dụng để gây dựng nên bầu trời và quả đất. Binah (hiểu biết và tri giác) là đức mẹ, là người nữ đã nhận vào năng lượng và trao đi hình hài. Binah lĩnh hội phát hiện trực giác từ Chokhmah và nghiền ngẫm những hiểu biết đó giống như cách một người mẹ nhận vào những hạt giống từ người cha, và giữ gìn chúng trong cô cho đến thời điểm thích hợp mà hạ sinh. Trực giác, khi được thu nhận và thưởng ngoạn với tri giác, dẫn đến sự hình thành của Vũ Trụ.

### Chủ nghĩa Cộng Sản

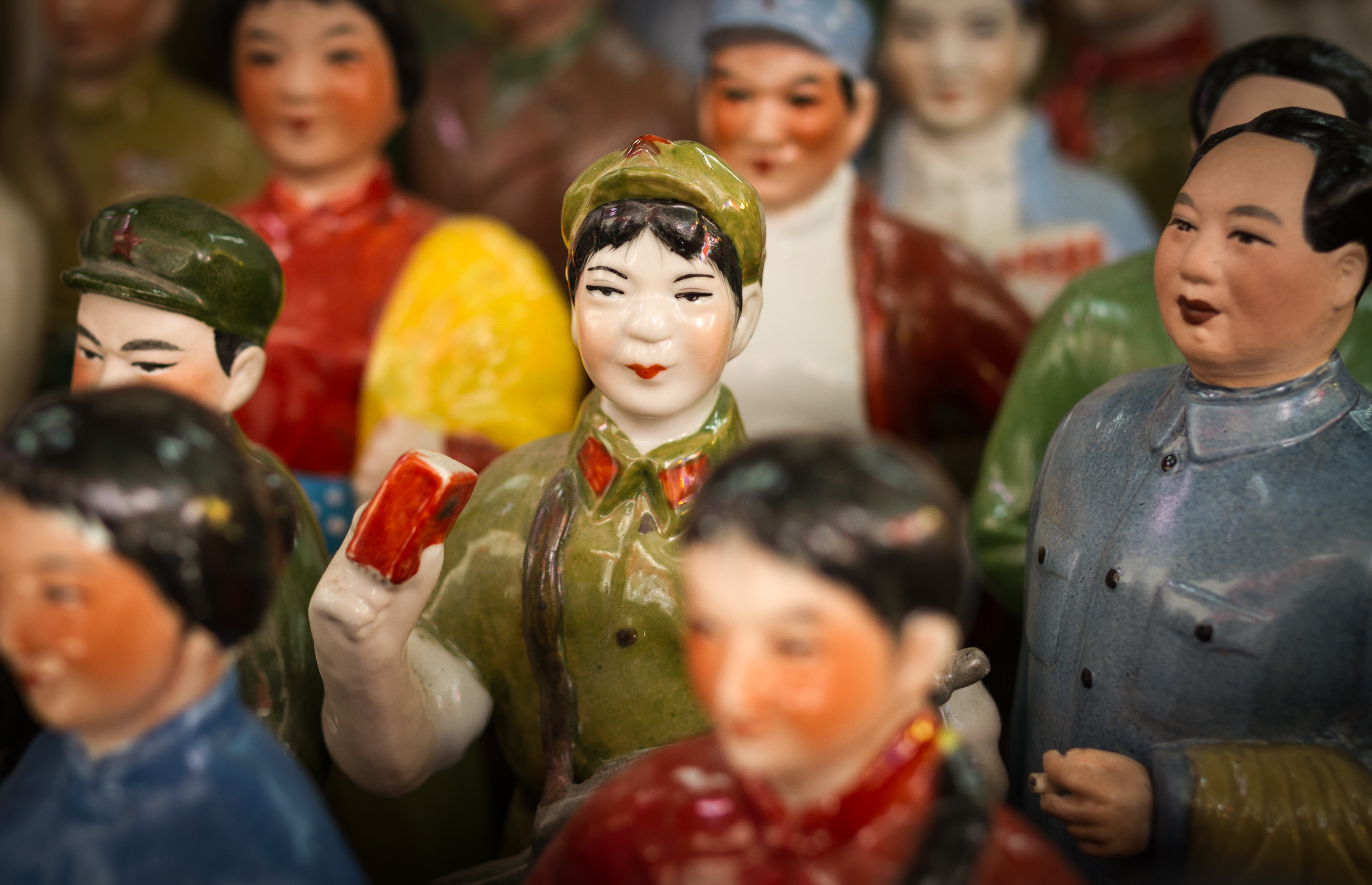
Tượng một người phụ nữ bằng sứ, Trung Quốc thời cộng sản - Chợ Cat Street, Hong Kong

Các nhà cách mạng cộng sản ban đầu đã miêu tả phụ nữ lý tưởng là cơ bắp, ăn mặc chất phác và khỏe khoắn, những người cộng sản nữ tài giỏi họ hiện lên trong dáng vẻ lao động tay chân vất vả, sử dụng súng và tránh việc chăm chút bản thân. Các nhà báo phương Tây cùng thời khắc họa các nhà nước cộng sản là kẻ thù của tính nữ truyền thống, so sánh phụ nữ trong các quốc gia cộng sản là nửa nữ nửa nam trụy lạc. Ở Trung Quốc thời kỳ cách mạng vào những năm 1950, các nhà báo phương Tây mô tả phụ nữ Trung Quốc "ăn mặc thật buồn tẻ, thường là trong những cái quần luộm thuộm và không có tí trang điểm, uốn tóc hay sơn móng" và viết rằng "Vẻ quyến rũ là một trong những nạn nhân đầu tiên của chủ nghĩa cộng sản ở Trung Quốc. Bạn có thể tản bộ những con phố ảm đạm của Bắc Kinh cả ngày mà không thấy một chiếc váy hay là một vệt son môi nào; mà không say vì hương nước hoa thoang thoảng; mà không nghe tiếng lách cách của giày cao gót, hay là bắt gặp những tia lấp lánh từ những đôi chân mang tất ni lông." Ở Ba Lan thời cộng sản, việc chuyển sang đi giày boot của công nhân thay vì đi giày cao gót đã trở thành biểu tượng cho sự thay đổi từ giai cấp tư sản sang giai cấp xã hội chủ nghĩa của phụ nữ nước này.
Sau đó, sự miêu tả sơ khai của nhà nước về tính nữ lý tưởng — là sự khỏe khoắn và chăm chỉ lao động — cũng đã bắt đầu thêm vào những quan niệm truyền thống hơn, chẳng hạn như là tính tình hiền lành, hành động chu đáo và săn sóc, sự mềm dịu, e lệ và đức hạnh,:53 yêu cầu những người phụ nữ cộng sản tốt phải trở thành "siêu anh hùng xuất sắc về mọi mặt", kể cả làm những nghề theo truyền thống không được coi là nữ tính về bản chất.:55–60
Tư tưởng cộng sản phản đối dứt khoát một số mặt của tính nữ truyền thống mà nó nhìn nhận là tư bản chủ nghĩa và tiêu dùng chủ nghĩa, chẳng hạn như dựa dẫm, trì trệ và hay chăm chút bản thân. Ở những nước cộng sản, một số phụ nữ trở nên hậm hực khi mất đi tiếp cận đến mỹ phẩm và quần áo thời trang. Trong quyển sưu tầm tiểu luận How We Survived Communism & Even Laughed, nhà báo và tác giả tiểu thuyết người Croatia tên Slavenka Drakulic đã viết về "một lời than mà tôi đã nghe đi nghe lại từ phụ nữ ở Warsaw, Budapest, Sofia, Đông Berlin: 'Nhìn chúng tôi đi – chúng tôi chẳng trông giống phụ nữ gì cả. Ở đây không có chất khử mùi, không có nước hoa, đôi lúc là thiếu cả xà phòng và kem đánh răng. Nội y tốt cũng thiếu, không có quần áo nịt, không có mảnh đồ lót chất lượng.'" :31 và "Đôi khi tôi nghĩ Bức màn sắt đích thực được làm bằng những bức ảnh óng ánh, sáng mịn của những người phụ nữ xinh đẹp trong những bộ trang phục lộng lẫy, làm bằng những bức ảnh từ những tờ tạp chí phụ nữ... Những bức ảnh đến từ những quốc gia khác, trong những tờ tạp chí, những bộ phim hay video vì thế mà thành ra nguy hiểm hơn bất kỳ thứ vũ khí bí mật nào, bởi vì chúng khiến người ta đứng núi này trông núi nọ, đến mức họ sẵn sàng mạo hiểm cả tính mạng của mình để chạy trốn. :28–9
Khi các quốc gia cộng sản ví dụ như Romania và Liên Xô bắt đầu tự do hóa thương mại, truyền thông chính thống của họ bắt đầu mô tả phụ nữ theo những cách truyền thống được coi là nữ tính hơn so với kiểu mô tả "những bà nông dân phục phịch và những cô công nhân vô vị" mà họ từng đăng trước đây. Khi đại đa số phụ nữ ở Liên Xô, Đông Đức, Ba Lan, Nam Tư và Hungary có thể sắm cho mình nước hoa, đồ mỹ phẩm, quần áo thời trang và giày dép, họ bắt đầu được phản ánh không chỉ là những kẻ tư sản bông lông mà là dấu hiệu của cái hiện đại gắn với chủ nghĩa xã hội. Ở Trung Quốc, bằng việc tự do hóa nền kinh tế bằng đầu bởi Đặng Tiểu Bình vào những năm 1980, nhà nước đã ngừng can ngăn phụ nữ thể hiện tính nữ truyền thống, và những khuôn mẫu giới và sự tình dục hóa phụ nữ mang tính thương mại bị cấm cản dưới ý thức hệ cộng sản bắt đầu xuất hiện nhiều hơn.

## Với Nam giới

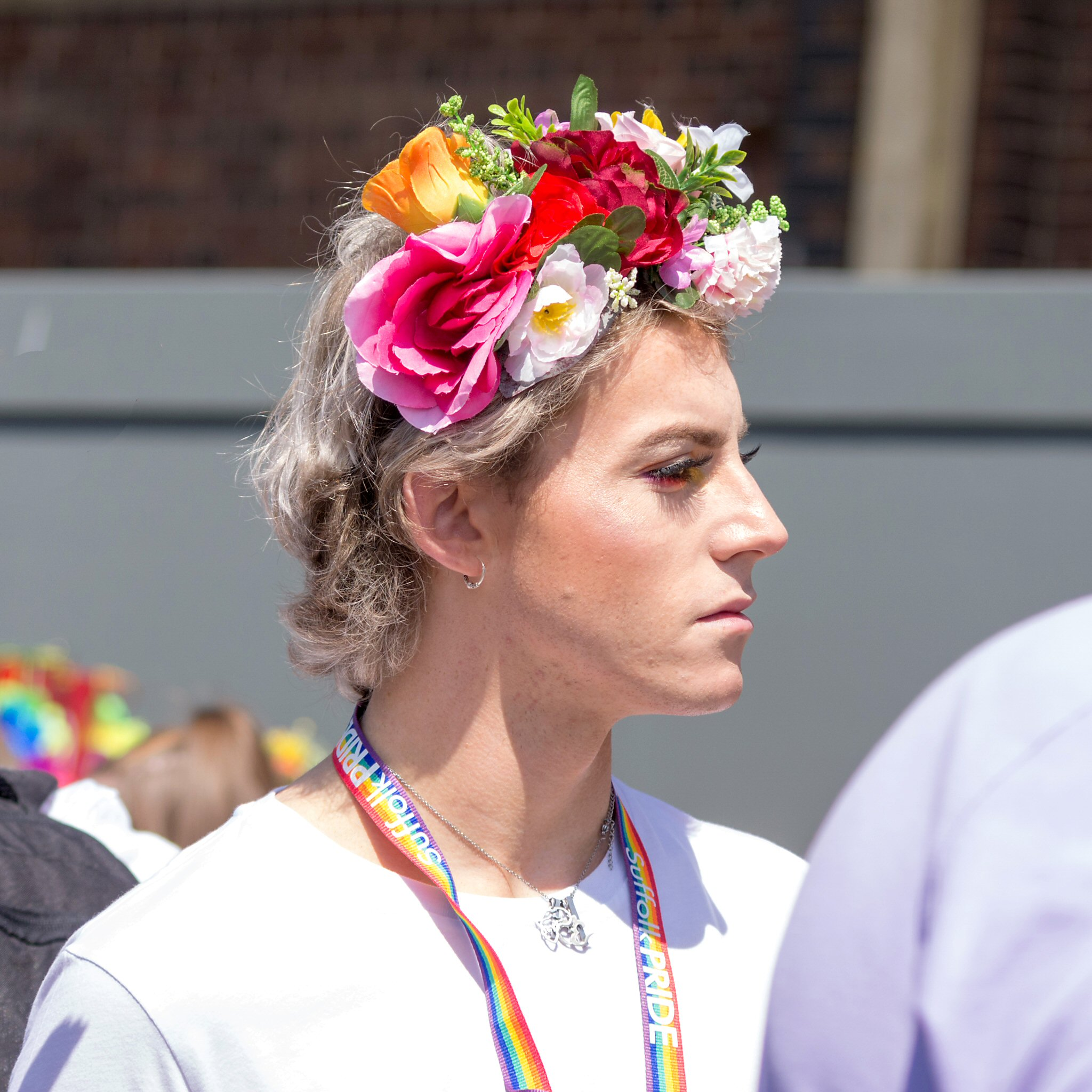
Hoa và Trang điểm thường gắn liền với sự nữ tính trong văn hóa Phương Tây.

Trong văn hóa Tây phương, những người đàn ông bộc lộ các đặc điểm được coi là nữ tính thường đối mặt với những định kiến và bị gắn nhãn là yếu đuối. Những đặc điểm nữ tính ở đàn ông thường bị coi là có mối liên quan với đồng tính luyến ái, mặc dù sự nữ tính không nhất thiết phải liên quan đến tính dục của nam giới. Bởi vì đàn ông bị áp lực phải trở nên nam tính và dị tính, những người đàn ông nữ tính bị cho là đồng tính hoặc queer bởi thể hiện giới của họ. Sự suy đoán này hạn chế cách một người được thể hiện giới tính và tính dục của mình.
Hiện tượng đảo trang và drag là hai trong số những sự thể hiện tính nữ công khai của nam giới đã được biết đến và thấy hiệu một cách rộng rãi trong các nền văn hóa Tây phương. Nam giới mặc những trang phục được gắn với tính nữ được gọi là những người đảo trang. Một drag queen là một người đàn ông mặc những trang phục cường điệu cho nữ giới và hành xử nữ tính một cách quá mức nhằm mục đích giải trí.

## Các quan điểm của nữ quyền
Các triết gia theo chủ nghĩa nữ quyền như Judith Butler hay Simone de Beauvoir khẳng định rằng tính nữ và tính nam được tạo ra thông qua những sự thể hiện giới được lặp đi lặp lại; những sự thể hiện này tạo ra và định nghĩa sự phân loại giới và/hoặc giới tính truyền thống.
Nhiều nhà hoạt động trong làn sóng nữ quyền thứ hai đã chối bỏ những gì mà họ cho là những tiêu chuẩn gò bó về vẻ đẹp của nữ giới, được tạo ra để hạ thấp và vật thể hóa phụ nữ và được tự duy trì bởi cuộc đấu tranh để sinh sản và bởi mắt thẩm mỹ của bản thân phụ nữ.
Một số người khác, chẳng hạn như những nhà hoạt động trong phong trào nữ quyền son môi (lipstick feminism) hoặc làn sóng nữ quyền thứ ba, lại cho rằng chủ nghĩa nữ quyền không nên hạ thấp giá trị của văn hóa và bản sắc của tính nữ, và những biểu tượng của bản sắc tính nữ như trang điểm, trang phục khêu gợi hay có sức hấp dẫn tình dục có thể trở nên có giá trị và trao cho cả hai giới tính quyền được có những lựa chọn cá nhân.
Julia Serano đã ghi lại rằng những thiếu nữ và phụ nữ nam tính gặp phải ít sự phản đối của xã hội hơn là những nam thiếu niên và đàn ông nữ tính, và bà đã gắn điều này với sự phân biệt giới tính. Serano cho rằng việc phụ nữ muốn được trở nên giống đàn ông nhất quán với suy nghĩ rằng sự "giống năm giới" được coi là có giá trị hơn sự "giống nữ giới" trong văn hóa đương đại, nơi mà việc đàn ông sẵn lòng từ bỏ sự nam tính để chọn sự nữ tính đã đe dọa trực tiếp đến sự ưu việt của nam giới, cũng như suy nghĩ rằng nam giới và nữ giới nên là những mặt đối lập. Để hỗ trợ cho luận điểm của bà, Serano đã dẫn ra việc những người nam đảo trang thành trang phục của nữ giới phải trải qua sự dò xét và khinh miệt của công chúng lớn hơn rất nhiều so với phụ nữ mặc những trang phục nam tính, cũng như dẫn ra những nghiên cứu cho thấy rằng phụ huynh có khả năng phản ứng một cách tiêu cực với việc con trai họ thích búp bê Barbie hoặc múa ba-lê hoặc sơn móng tay, hơn là với việc con gái họ cho thấy những hành vi nam tính tương tự.:284–292

### Phê bình của Julia Serano về nữ quyền chuyển giới
Trong cuốn Whipping Girl: Một Phụ nữ Chuyển giới nói về Sự phân biệt giới tính và Sự cô lập tính nữ (tạm dịch Whipping Girl: A Transsexual Woman on Sexism and the Scapegoating of Femininity) năm 2007, nhà văn và nhà sinh học chuyển giới người Mỹ Julia Serano đã đưa ra một góc nhìn phê bình về tính nữ của một nhà nữ quyền chuyển giới, và đặc biệt đáng chú ý ở lời kêu gọi trao sức mạnh cho tính nữ:
"Trong cuốn sách này, tôi sẽ tách rời khỏi những cố gắng phủ nhận tính nữ bằng cách gán cho nó những đặc điểm như "giả tạo" hay "chỉ là vẻ bề ngoài" trong chủ nghĩa nữ quyền và các học thuyết về queer. Thay vào đó, tôi cho rằng một số những đặc điểm nhất định của tính nữ (cũng như tính nam) là tự nhiên và đều có thể đã tồn tại trước quá trình xã hội hóa và có thể thay thế cho giới tính sinh học. Vì những lý do này, tôi tin rằng các nhà nữ quyền đang quá vô tâm khi chỉ tập trung vào những người có cơ thể là nữ, hoặc những nhà hoạt động vì quyền của người chuyển giới khi chỉ nói về những khuôn mẫu giới trong hệ nhị nguyên giới, bởi chúng ta không thể thực sự đạt đến bất cứ sự công bằng về giới nào cho đến khi ta trao sức mạnh cho tất cả mọi loại hình tính nữ."
Serano ghi lại rằng một số hành vi, chẳng hạn như thường xuyên mỉm cười hoặc tránh giao tiếp bằng mắt với người lạ được coi là nữ tính bởi chúng được thực hiện bởi một số lượng phụ nữ nhiều đến bất cân xứng, và có khả năng chúng là kết quả của những nỗ lực của phụ nữ trong việc thương lượng với một thế giới mà nhiều khi tỏ ra thù địch với họ.:322
Serano cho rằng, bởi vì văn hóa đương đại có đầy sự phân biệt giới tính, nó gán những hàm nghĩa tiêu cực lên, hoặc tầm thường hóa, những hành vi được hiểu là nữ tính như việc nói chuyện phiếm, hành xử một cách cảm xúc hoặc trang trí bày biện. Nó cũng dựng lại hình ảnh về tính nữ qua lăng kính của nam giới dị tính, ví dụ như áp đặt rằng sự cảm thông và vị tha của phụ nữ là tập trung vào chồng con thay vì dành cho xã hội, và áp đặt rằng sự hứng thú của phụ nữ cho vẻ đẹp thẩm mỹ là chỉ nhằm để cám dỗ và thu hút nam giới.:327–8 Bà cũng viết rằng tính nữ thường được cho là phức tạp và bí ẩn, và rằng những từ ngữ như "mê hoặc" hay "đáng say mê" thường được sử dụng để miêu tả phụ nữ nữ tính, qua đó thể hiện rằng đàn ông không cần phải hiểu và trân trọng những cảm nhận của phụ nữ theo cách mà phụ nữ phải hiểu và trân trọng cho bản thân họ, và chắc chắn cũng thể hiện rằng đàn ông không được khuyến khích làm như thế.:292–3